# 신세원
신세원(Se won Shin)은 대한민국의 초월주의 화가 (Transcendentalism Artist. i.e. Trans-Artist)이다.

## 학력 및 경력
- 제28회 전국학생미술실기대회에서 대상수상 후 특전으로 미국유학[3]
- 미국에서 죠지타운 프랩스쿨 재학 중 서울, 도쿄 2차례의 개인전시회와 Super-Individualism Art (초인간주의 아트) 발표[4]
- 영국 옥스포드대학교 정치, 경제, 철학 PPE (Politics Philosophy & Economics) 학부 졸업 학사 B.A., 석사 M.A.[5]
- (前) 한온그룹, ㈜HI&T CEO[6]
- 주한 이라크 명예영사[7]
- 서울경제신문 21세기 한국의 미래와 위기타개의 주역 영파워 21인 선정[8]
- 경영일선에서 은퇴 후 트랜스 아티스트로서 창작활동[9]
- 트랜스아트 시각견성, 빛의 견성, 우주적견성 (2007~)
- 불의의 사고로 재활 중 트랜스아트 파트2 미각미술, 파트3 모바일아트, 더 게이츠 발표[10] (2013~2017)
- 작품소개서 《시각견성》,《트랜스아트》,《맛으로 견성》 출간[11] / 미각미술 전시회[12] (2014~2017)
- Evolving Art (2018)[13]

## 유년시절
유년 시절 특히 미술 분야에 두각을 나타내어 학창 시절 전국 학생미술대회 문교부장관상, 문화공보부장관상을 수상했고, 1986년 대한민국 교육부(당시의 문화교육부)와 조선일보 공동주최 28회 전국 학생미술실기대회에서(조선일보 집계 약 223,000명 지원) 대상 수상 후 특전으로 해외유학이 금지되었던 시절에 미국 유학을 떠났다.

## 개인전
- 1차 전시회

1990년 8월 21일~8월 27일 <신세원 작품 초대개인전> 서울 경인미술관
주최: 경인미술관, 월간 미술세계 후원: 조선일보사
- 2차 전시회

1992년 7월 22일~7월 27일 <신세원 작품 초대개인전> 동경 오다큐 갤러리
주최: 일본산께이신문, 오다큐백화점갤러리 후원: 주일 대한민국대사관 문화원
고등학생 신분으로 가진 도쿄 개인전에서 Super-Individualism (초인간주의 예술)을 발표했다.
- 초인간주의 아트 (Super-Individualism Art)[24]

신세원이 Georgetown prep school 재학 중 고등학생 신분으로 발표한 <초인간주의 아트 Super-Individualism Art i.e. Trans-Ego Art>는 작품 관람에 심리, 감각적 체험 요소(적극적 참여로 인한 오감의 종합적 경험), 음악(청각), 향기(후각), 조명(착시)와 시공간요소를 접목한 전시 형태로, 예를 들어 작품 전시에 오케스트라, 기차와 기차역 한 구간, 조명과 음향을 설치한 산 전체를 활용한 새로운 장르의 인스털레이션 아트.

## 경력 및 주요활동
도쿄전시회 직후에 시도한 서울남산타워 설치예술이 당시의 서울시 정책 규정상 불허로 실패하자 미술활동을 중단했으며 죠지타운 프랩 스쿨을 졸업한 후 영국 옥스포드 대학에 입학해 정치,경제,철학 (P.P.E.)을 전공했다. Oxford University P.P.E. 학부 졸업 학사 B.A. 석사 M.A.
IMF 외환금융 여파로 인한 위기상황에 부친이 지병으로 급작스레 사망하자 신세원은 박사과정을 중단하고 긴급히 한국으로 돌아와 한온그룹, HI&T Inc. CEO로 활동했다. 핵심사업이었던 원유시추, 유전개발, 석유사업 외에도 이라크 전역에 모바일 네트워크, 인터넷 통신망 포함 유.무선 광통신 네트워크 구축 프로젝트 수주 등 양국간에 공로를 인정받아 이라크 국회와 외무성 장관의 공식 요청으로 대한민국 외교통상부 장관 승인을 거쳐 양국간에 외교적 단절 상태였음에도 불구하고 2000년 한국과 이라크 양측 정부로부터 주한이라크 명예영사로 임명되었다. 그 후 최연소 이라크 외교관으로서 반전과 종전을 위한 외교 활동, 전쟁 난민과 아동들을 위한 의료품 조달 등 인도주의적 활동을 했다. 그의 친동생 신세용은 전 세계 불우한 아동들을 돕는 재단인 국제아동돕기연합(UHIC)을 설립해 이사장으로 활발히 활동 중이다.
신세원은 2001년 서울경제신문이 보도한 21세기 한국의 미래와 위기타개의 주역 영파워 21인으로 선정되었다.

## 트랜스아트 Trans-Art
트랜스아트(Trans-Art)는 초월주의 미술(Transcendental Art)의 약자이다.
신세원은 젊은 나이에 경영일선에서 은퇴한 후 유년시절 중단했던 미술가로 활동하며 도쿄전시회에서 발표했던 초개인주의 미술(Super-Individual art)를 트랜스아트 (Trans-Art)로 재정립했으나 불의의 사고를 당한 후 그로 인한 충격으로 다시 한동안 작품 활동을 중단했었다.
사고 후 재활 중 2014년경부터 트랜스아티스트란 작가명으로 트랜스아트, 시각견성, 미각견성, 모바일견성 작품소개서 발간, 미각미술 전시회 개최, 로댕의 지옥의 문을 열반의 문으로 재정립한 '더 게이츠'시리즈 전시, 모바일 갤러리(transart.co) 오픈 등 다양한 방면으로 활동했다.
트랜스아트는 기존의 표현방식을 초월해 사고하는 마음 너머의 본성을 표현하고 체험하는 미술이라고 한다.
파트1 시각견성에서는 깨달음과 깨어남의 과정을 시각화해 견성(본성의 발견)의 간접체험을 미술로 표현했다.
파트2 '미각미술(Tasting-Art)' 전시회에서는 '입안에 핀 꽃밭' '자살방지액' '일기일회' '맛으로 견성' 등 먹는 미술을 소개했다.
파트3 모바일 아트는 미술과 첨단기술의 결합으로 스마트폰을 사용해 누구든지 집단감성을 표현하고 느낄 수 있는 글로벌 스케일의 집단견성(Collective Awakening) 프로젝트 플랜이라고 한다.
그는 ‘코리안 트랜스아티스트 팀 KTAT (Korean Trans Artist Team)’을 구성하여 지속적으로 활동 중이다.

## 이볼빙아트 Evolving Art
코리안 트랜스아티스트 팀 (KTAT, Phase3)은 3기 프로젝트로 대중이 함께 완성해 나가는 새로운 형태의 미술 ‘이볼빙아트(Evolving Art)’를 소개했다.
이볼빙아트(Evolving Art)란 말 그대로 진화하는 미술로 작품이 온라인상에서 무한하게 확장하는 알고리즘을 통해 참여자가 늘어날수록 공간과 시대를 초월해 완성을 향해 영원히 진화하는 프로젝트이다.
<슈퍼원>은 영원히 커지는 방식의 마크로(Macro) 스케일 확장 또는 영원히 세부화 되는 퀀텀(Micro-Quantum) 스케일 확장 방법으로 멈추지 않고 계속해서 그림을 완성시켜 나가도록 작품이 설계되었다.
슈퍼원(Super O)의 형태를 구성하는 둥근 모양 O은 사랑(LOVE), 희망(HOPE), 하나(ONE)의 공통분모를 의미하며, 이념과 종교, 국가와 인종, 젠더와 문화의 갈등과 대립을 초월해 우리가 하나될 수 있다는 희망을 다수의 참여자가 미술로 표현하는 프로젝트라고 한다.